# Uma Voz... Uma Paixão
Uma Voz... Uma Paixão é um álbum coletânea da cantora brasileira Jane Duboc, lançado em 17 de Outubro de 2005 com o selo EMI.
No ano seguinte ao seu lançamento, ele foi indicado ao Grammy Latino como Melhor Álbum de MPB

## Faixas
| N.º            | Título                                         | Compositor(es)                               | Duração |  |
| 1.             | "Por Causa de Você"                            | Dolores Duran / Antônio Carlos Jobim         | 4:01    |  |
| 2.             | "Pra Dizer Adeus"                              | Edú Lobo / Torquato Neto                     | 3:55    |  |
| 3.             | "Besame"                                       | Murilo Antunes                               | 3:59    |  |
| 4.             | "Manhã de Carnaval"                            | Jane Duboc                                   | 3:44    |  |
| 5.             | "Latin Lover"                                  | Aldir Blanc                                  | 4:55    |  |
| 6.             | "Curare"                                       | Orlando Silva                                | 2:57    |  |
| 7.             | "Começaria Tudo Outra Vez"                     | Gonzaguinha                                  | 3:17    |  |
| 8.             | "Fotografia"                                   | Antônio Carlos Jobim                         | 2:53    |  |
| 9.             | "Acontece"                                     | Jane Duboc                                   | 3:24    |  |
| 10.            | "Todo Azul Do Mar"                             | Ronaldo Bastos / Flávio Venturini            | 4:00    |  |
| 11.            | "Saudade"                                      | Jane Duboc                                   | 2:51    |  |
| 12.            | "Manuel, O Audaz"                              | Fernando Brant / Toninho Horta               | 3:44    |  |
| 13.            | "Que Outro Dia Amanheça"                       | Jane Duboc                                   | 3:19    |  |
| 14.            | "From the Inside (Part. Especial: Jay Vaquer)" | Robert Bourdon / David Farrell / Joseph Hahn | 5:47    |  |
| Duração total: | Duração total:                                 | Duração total:                               | 52:46   |  |

## Prêmios e Indicações
| Ano  | Prêmio        | Categoria                                 | Trabalho                          | Resultado | Ref.  |
| ---- | ------------- | ----------------------------------------- | --------------------------------- | --------- | ----- |
| 2006 | Grammy Latino | Melhor Álbum de Música Popular Brasileira | Coletânea "Uma Voz... Uma Paixão" | Indicado  | [ 1 ] |